# Gabriel Figueroa
Gabriel Figueroa Mateos (1907. április 24. – 1997. április 27.) Golden Globe-díjas mexikói operatőr. Mexikóban és Hollywoodban is dolgozott.
Anyja meghalt, amikor Gabriel Figueroa megszületett. Apja ezzel e ténnyel képtelen volt megbirkózni, ezért Gabrielt és bátyját, Robertót a nagynénik gondjaira bízta.
Gabriel Figueroa festészetet tanult az Academia de San Carlos-ban. Tizenhat éves korában érdekelni kezdte a fényképezés, José Guadalupe Velasco hatására. Összeismerkedett Gilberto Martínez Solares és Raúl Martínez Solares fényképészekkel is, akikkel egyszerre a filmezés felé fordult. 1932-ben a filmiparban kezdett tevékenykedni, de eleinte csak állóképeket készített olyan filmekhez, mint a Revolución (rendező: Miguel Contreras Torres). Egyike volt annak a húsz operatőrnek, akiket Howard Hawk filmjéhez, a Viva Villa!-hoz alkalmaztak. Ösztöndíjat kapott az Amerikai Egyesült Államokba, ennek során a híres amerikai operatőr, Gregg Toland mellett dolgozhatott, akinek forradalmi világítástechnikája nagy hatással volt Figueroa későbbi munkáira. Mexikóba visszatérve az első filmje Fernando de Fuentes rendező Allá en el Rancho Grande (1936) című filmje volt, ami az egyik legnépszerűbb filmmé vált Mexikóban és Latin-Amerikában. Ez hozta meg az első díjat Figueroa számára, a Velencei filmfesztiválon.
A német expresszionizmus drámai technikáit is alkalmazta a mexikói táj fényképezésekor. A nagy kontraszttal rendelkező belső felvételek és a lélegzetelállító tájképek Figueroa munkáiban drámai és gyönyörű képekben jelennek meg, többnyire mexikói helyszíneket ábrázolva.
Gabriel Figueroa összesen 235 filmet forgatott 50 év alatt. Ezek között volt a Los Olvidados Luis Buñuel rendezésében, Az iguana éjszakája (John Huston), A menekülő (1947, John Ford), és a Río Escondido (1948, Emilio Fernández).  Nem csak Mexikó vezető operatőrévé vált Mexikó filmes aranykorszaka alatt (1930–1960 között), hanem világszerte elismert művésszé is. Számos filmes díjat nyert. Olyan rendezőkkel dolgozott együtt, mint Emilio Fernández, John Ford, John Huston és Luis Buñuel.
Legfőbb munkatársa Fernández volt, akivel húsz filmet forgatott együtt, ezek közül több film is díjat nyert a Velencei filmfesztiválon, a Cannes-i filmfesztiválon, vagy a Berlini filmfesztiválon.

## Mexikóban készült filmjei

### Fényképezés
- El vuelo glorioso de Barberán y Collar (1933)
- Vámonos con Pancho Villa (1935)
- María Elena (1935)

### Operatőri munka

#### Fekete-fehér filmek
| - El jinete fantasma (1967) - Pedro Páramo (1967) - Domingo salvaje (1966) - El escapulario (1966) - ¡Viva Benito Canales! (1965) - Cargamento prohibido (1965) - Lola de mi vida (1965) - Las dos Elenas (1965) - Simón del desierto (1964) - Los cuatro Juanes (1964) - Los tres calaveras (1964) - Escuela para solteras (1964) - Entrega inmediata (1963) - El hombre de papel (1963) - Días de otoño (1962) - El ángel exterminador (1962) - El tejedor de milagros (1961) - Ánimas Trujano (1961) - Rosa Blanca (1961) - La joven (1960) - Macario (1959) - Nazarín (1958) - Una golfa (1957) - La rebelión de la sierra (1957) - La venganza de Heraclio Bernal (1957) - Aquí está Heraclio Bernal (1957) - Mujer en condominio (1956) - Una cita de amor (1956) - La Tierra de Fuego se apaga (1955) - Historia de un amor (1955) - El monstruo en la sombra (1954) - Estafa de amor (1954) - Pueblo, canto y esperanza (1954) - La mujer X (1954) - La rebelión de los colgados (1954) - The Boy and the Fog (1953) - Llévame en tus brazos (1953) - Ni pobres ni ricos (1953) - Él (1952) - Ansiedad (1952) - Dos tipos de cuidado (1952) - El señor fotógrafo (1952) - Cuando levanta la niebla (1952) - El rebozo de Soledad (1952) - Hay un niño en su futuro (1952) - El enamorado (1951) - Ahí viene Martín Corona (1951) - El mar y tú (1951) - La bien amada (1951) - Un gallo en corral ajeno (1951) - Los pobres van al cielo (1951) - Siempre tuya (1950) - El bombero atómico (1950) - El gavilán pollero (1950) - Islas Marías (1950) - Pecado (1950) - Víctimas del pecado (1950) - Los olvidados (1950) - Un día de vida (1950) - Nuestras vidas (1949) - Duelo en las montañas (1949) - Un cuerpo de mujer (1949) - La Malquerida (1949) - Opio (1949) - El embajador (1949) | - Prisión de sueños (1948) - Pueblerina (1948) - Salón México (1948) - Medianoche (1948) - Dueña y Señora (film) (1948) - Maclovia (1948) - María la O (1947) - Río Escondido (1947) - La casa colorada (1947) - Enamorada (1946) - Su última aventura (1946) - La perla(1945) - Cantaclaro (1945) - Un día con el diablo (1945) - Bugambilia (1944) - Más allá del amor (1944) - Las Abandonadas (1944) - Adiós, Mariquita linda (1944) - El intruso (1944) - El Corsario Negro (1944) - La fuga (1943) - Maria Candelaria (1943) - Distinto Amanecer (1943) - La mujer sin cabeza (1943) - El as negro (1943) - El espectro de la novia (1943) - Flor silvestre (1943) - El circo (1942) - La virgen que forjó una patria (1942) - El verdugo de Sevilla (1942) - Los tres mosqueteros (1942) - Historia de un gran amor (1942) - Cuando viajan las estrellas (1942) - Mi viuda alegre (1941) - Virgen de medianoche (1941) - La gallina clueca (1941) - El gendarme desconocido (1941) - La casa del rencor (1941) - ¡Ay qué tiempos señor don Simón! (1941) - El rápido de las 9:15 (1941) - Ni sangre ni arena (1941) - Secreto de confesión (1940) - El monje loco (hat epizódból áll, 1940) - Con su amable permiso (1940) - El jefe máximo (1940) - Allá en el trópico (1940) - ¡Que viene mi marido! (1939) - La canción del milagro (1939) - Los de abajo (1939) - Papacito lindo (1939) - La noche de los mayas (1939) - La bestia negra (1938) - La casa del ogro (1938) - Mientras México duerme (1938) - Padre de más de cuatro (1938) - Los millones de Chaflán (1938) - Refugiados en Madrid (1938) - Mi candidato (1937) - La Adelita (1937) - Canción del alma (1937) - Jalisco nunca pierde (1937) - Bajo el cielo de México (1937) - Allá en el Rancho Grande (1936) - Cielito lindo (1936) - Las mujeres mandan (1936) - Tribu (1934) |

#### Színes filmek
| - El corazón de la noche (1983) - El héroe desconocido (1981) - México 2000 (1981) - México mágico (1980) - Te quiero (1978) - D. F. (1978) - La Casa del Pelícano (1977) - Divinas palabras (1977) - Cananea (1976) - Balún Canán (1976) - Maten al león (1975) - La vida cambia (1975) - Coronación (1975) - Presagio (1974) - El llanto de la tortuga (1974) - Los perros de Dios (1973) - El amor tiene cara de mujer (1973) - El señor de Osanto (1972) - El Monasterio de los Buitres (1972) - María (1971) - Hijazo de mi vidazo (1971) - Los hijos de Satanás (1971) - El profe (1970) - El cielo y tú (1970) | - La generala (1970) - El terrón de azúcar (1968) - Corazón salvaje (1968) - Mariana (1967) - Los ángeles de Puebla (1966) - Su excelencia (1966) - El cuarto chino (1966) - El asesino se embarca (1966) - El gallo de oro (1964) - En la mitad del mundo (1963) - Juana Gallo (1960) - Sonatas (1959) - La Cucaracha (1959) - La estrella vacía (1958) - Isla para dos (1958) - Café Colón (1958) - Impaciencia del corazón (1958) - Carabina 30-30 (1958) - La sonrisa de la Virgen (1957) - El bolero de Raquel (1956) - Sueños de oro (1956) - La Escondida (1956) - Canasta de cuentos mexicanos (1955) - La doncella de piedra (1955) |

### Világítás
- María Elena (1935)
- El primo Basilio (1934)
- El escándalo (1934)

### Állóképek
- Chucho el Roto (1934)
- La sangre manda (1933)
- La mujer del puerto (1933)
- Enemigos (1933)
- Profanación (1933)
- Juárez y Maximiliano (La caída del imperio, 1933)
- Almas encontradas (1933)
- Revolución (La sombra de Pancho Villa, 1932)

## Hollywoodi filmek

### Állóképek
- Viva Villa!  (1934)

### Operatőri munka

#### Fekete-fehér filmek
- Az iguána éjszakája (1964) Oscar-díj jelölés „legjobb operatőri munka” (fekete-fehér)
- Tarzan and the Mermaids (1947)
- A menekülő (1947)

#### Színes filmek
- Under the Volcano (1983)
- The Border (1979)
- The Children of Sanchez (1977)
- Interval (1973)
- Once a Scoundrel (1972)
- Kelly hősei (1970)
- Két öszvér Sára nővérnek / Two Mules for Sister Sara (1969)

## Kiállítás
- 2011: Rencontres d'Arles Festival, Franciaország

## Díjak, elismerések
- 1987, Arany Ariel-díj
- 1971, Premio Nacional de las Artes
- 1949, Golden Globe-díj
- 1949, Velencei filmfesztivál, legjobb operatőri munka
- 1947, Velencei filmfesztivál, legjobb operatőri munka
- 1946, Cannes-i filmfesztivál, legjobb operatőri munka

## Külső hivatkozások
- Hivatalos oldala
- Profilja a mexikói ITESM oldalán
- Gabriel Figueroa az Internet Movie Database oldalon (angolul)

## Fordítás
- Ez a szócikk részben vagy egészben  a   Gabriel Figueroa című angol Wikipédia-szócikk fordításán alapul.  Az eredeti cikk szerkesztőit annak laptörténete sorolja fel. Ez a jelzés csupán a megfogalmazás eredetét és a szerzői jogokat jelzi, nem szolgál a cikkben szereplő információk forrásmegjelöléseként.